# عديلة سلطان
عديلة سلطان (بالتركية الحديثة: Âdile Sultan) ـ (23 مايو 1826 ـ 12 فبراير 1899) هي أميرة عثمانية، وهي ابنة السلطان محمود الثاني وأخت السلطانين عبد المجيد الأول وعبد العزيز. كانت شاعرة، وعُرفت بأعمال الخير.

## روابط خارجية
- عديلة سلطان على موقع ميوزك برينز (الإنجليزية)